# Emilio Barberi
Emilio Barberi (Forte dei Marmi, 27 novembre 1917 – Forte dei Marmi, 1º dicembre 2002) è stato un militare italiano, sottufficiale della Regia Marina durante la seconda guerra mondiale; fu insignito della medaglia d'oro al valor militare a vivente per l'Attacco alla Baia di Suda del 26 marzo 1941.

## Biografia
Dopo essersi arruolato nei ranghi della Regia Marina nel 1935 si specializzò nel ruolo di addetto ai cannoni e puntatore scelto e, con tale ruolo, fu imbarcato dal 1935 al 1937 sulla torpediniera Astore prima e sull'esploratore Carlo Mirabello poi.
In quegli anni partecipò a tutte le principali azioni belliche italiane: prese parte alla conquista dell'Etiopia nel 1936,  alla Guerra civile spagnola e, a bordo del sommergibile Gemma, ebbe parte attiva durante l'operazione che portò alla occupazione italiana dell'Albania nel 1939.
Il Barberi era in forza al MAS 439 della 1ª Flottiglia MAS di stanza a La Spezia quando scoppiò la seconda guerra mondiale. Dopo aver ottenuto la promozione a sergente nell'ottobre del 1940 fu inserito nel corso di addestramento per l'utilizzo dei mezzi speciali.
A bordo dei barchini esplosivi partecipò il 26 marzo 1941 all'attacco della base inglese collocata nella Baia di Suda (Creta), nell'occasione diresse il suo barchino contro la petroliera norvegese Pericles provocando tali danni che ne causarono il successivo affondamento.
Catturato dagli inglesi durante la fuga, fu rinchiuso come prigioniero di guerra sino all'aprile 1945 data nella quale venne rimpatriato.
Al termine della guerra continuò la sua carriera militare presso il Centro Subacqueo del Varignano, venendo poi assegnato a bordo degli incrociatori leggeri Giuseppe Garibaldi e Raimondo Montecuccoli. Terminato il servizio in mare venne nuovamente riassegnato al Centro Subacqueo.
Negli anni settanta gli fu conferito l'incarico di comandante della prima scuola di Servizio difesa installazioni (SDI) ubicata nella caserma "Lamarmora" presso "84º Reggimento Fanteria Venezia" a Siena e in seguito a Marimuni di Aulla.
Dopo essere stato promosso ufficiale del CEMM venne messo a riposo dal servizio attivo con il grado di capitano di corvetta.

### Dediche cittadine
A Forte dei Marmi, il paese della Versilia dove Emilio Barberi è nato e ha vissuto per molti anni, gli sono dedicati un monumento e una piccola piazza sulla via principale che porta al pontile (Via Spinetti, angolo Via Matteotti). La targa in marmo sul cippo adiacente al monumento "AL MARINAIO" riporta il grafico dell'Azione della Baia di Suda e la Motivazione della M.O.V.M.